# Energy diet (яхта)
Energy diet — надувний вітрильний катамаран, яхта, на якій група російських мандрівників з 2008 по 25 березня 2013 здійснила навколосвітню подорож, та встановила світовий рекорд плавання на надувному човні. 
Проект «Через океани з Energy Diet» започатковано в 2007 році Анатолієм Куликом, який разом з командою на надувному розбірному вітрильнику вчинив трансокеанський перехід — від Аравійського півострова (ОАЕ) до Таїланду (близько 7000 км). 
У 2008 і 2009 роках Energy diet пройшов від Таїланду до ОАЕ та з Індії до Сейшельських островів (загалом 11500 км).
З 15 грудня 2010 року по 28 березня 2011 катамаран здійснив плавання вздовж узбережжя Африки обігнувши мис Доброї Надії (близько 12500 км). В цьому переході катамаран був переобладнаний в тримаран. Етап завершився світовим рекордом плавань на надувних човнах
На останньому етапі яхта відвідала порти Бразилії та Чилі. 25 березня 2013 яхта завершила плавання в порту Пхукет, Таїланд, пройшовши близько 30 тис км.
З метою підвищення безпеки плавання частину шляху катамаран було перевезено повітрям та сушею. На одному з етапів корпус яхти був прокушений акулою.
Капітан яхти удостоєний національної премії «Яхтсмен року» (2011).

## Екіпаж
- Анатолій Кулик - керіник проекту, капітан, кок
- Євген Ковалевський - дослідник
- Євген Ташкін - фото- та відеооператор
- Юрій Маслобоєв - боцман, штурман, електрик
- Олег Блінов - медик, шкіпер (приєднався на заключному етапі)
- Станіслав Березкин - радист, електрик (приєднався на заключному етапі)

## Конструкція та технічні характеристики
Внаслідок своєї розбірної конструкції та використання різних надувних балонів, розміри та конструкція яхти впродовж подорожі зазнавали змін, на першому етапі:
- Конструкція: катамаран
- Довжина: 9,5 м.
- Ширина: 6,5 м.
- Щогла: 10 метров

На третьому етапі:
- Конструкція: тримаран
- Довжина: 11 м.
- Ширина: 7,6 м.
- Щогла: 12 м.
- Вага: 650 кг.